# Crosses
Crosses är den svenska singer-songwritern José González första EP, släppt 2003. Låtarna, med undantag för "Storm", fanns senare med på debutalbumet Veneer.

## Låtlista
1. "Crosses" - 2:42
2. "Hints" - 3:51
3. "Deadweight on Velveteen" - 3:35
4. "Storm" - 2:48